# ژرژ ریگاد
ژرژ ریگاد (انگلیسی: George Rigaud) بازیگر آرژانتینی بود. وی در طی سالهای ۱۹۳۲ تا ۱۹۸۱ تعداد ۱۹۴ فیلم بازی کرد. ریگو در سال ۱۹۸۴ به علت سانحه تصادف اتومبیل در مادرید اسپانیا کشته شد.

## بخشی ار فیلم‌شناسی
- روز باستیل (۱۹۳۳)
- تنهایی قدم می‌زنم (۱۹۴۷)
- دام (۱۹۴۹)
- غول رودس (فیلم) (۱۹۶۱)
- لاله سیاه (۱۹۶۴)
- فرمان گم‌شده (۱۹۶۶)
- هفت تپانچه برای خانواده مک‌گرگور (۱۹۶۶)
- هفت تپانچه برای خانواده مک‌گرگور (۱۹۶۶)
- میگل د سروانتس (۱۹۶۷)
- آخرین مزدور (۱۹۶۸)
- مارمولکی در پوست زن (۱۹۷۱)
- تمامی رنگ‌های تاریکی (۱۹۷۲)
- دلیل آن قطره‌های عجیب خون روی بدن جنیفر چیست؟ (۱۹۷۲)
- تمامی رنگ‌های تاریکی (۱۹۷۲)
- مشاور (۱۹۷۳)
- حتی فرشتگان هم لوبیا می‌خورند (۱۹۷۳)
- آنجا که خورشید نمی‌تابد (۱۹۷۴)
- دوست داشتن اوفلیا (۱۹۷۴)
- بازگشت طولانی (۱۹۷۵)
- تخم چشم (۱۹۷۵)